# Светски дан белог штапа
Светски дан белог штапа се обележава у Сједињеним Америчким Државама. Сваког 15. октобра,  почевши од 1964. године, се обележавају достигнућа људи који су слепи или имају ослабљен вид и обележава се симбол независности слепих особа, бели штап.
Конгрес Сједињених Америчких Држава је 6. октобра 1964. године ауторизовао америчког председника да прогласи 15. октобар као Светски дан белог штапа. Председник Линдон Џонсон је потписао објаву о првом Светском дану белог штапа.
Барак Обама је Светски дан белог штапа 2011. године назвао Дан једнакости слепих Американаца.